# Hindmarsh Stadium
Das Hindmarsh Stadium ist ein Rugby- und Fußballstadion im Stadtteil Hindmarsh der australischen Stadt Adelaide, Bundesstaat South Australia. Aufgrund eines Sponsoringvertrages mit der Coopers Brewery trägt die Anlage seit 2013 den Namen Coopers Stadium. Das Spielstätte bietet Platz für etwa 16.500 Zuschauer, davon etwa 15.000 Sitzplätze. Es ist momentan die Heimspielstätte des Fußballclubs Adelaide United. Das Stadion ist im Besitz des Bundesstaates und wird von der Adelaide Venue Management Corporation verwaltet.

## Geschichte
Das 1960 erbaute Sportstätte wird hauptsächlich für den Fußball genutzt und war die Heimspielstätte der NSL-Teams Adelaide City und des West Adelaide SC. 1981 und 1993 war das Hindmarsh Stadium einer der Austragungsorte der Junioren-Fußballweltmeisterschaft. Anlässlich des olympischen Fußballturniere 2000 wurde die Anlage renoviert. Die Haupttribüne wurde modernisiert, die Stehplätze an den Torenden und der Gegengerade durch unüberdachte Sitzplatztribünen ersetzt. Für das olympische Turnier wurden zudem weitere 5000 temporäre Sitzplätze geschaffen.
2004 fand im Stadion ein Großteil der Gruppenphase des Fußball-Ozeanienmeisterschaft statt, 2006 war es Hauptaustragungsort der Fußball-Asienmeisterschaft der Frauen. Der Rekordbesuch von 17.000 Zuschauern wurde im Rückspiel des Finals der AFC Champions League 2008 zwischen Adelaide United und Gamba Osaka aufgestellt.
Neben Fußball wird im Hindmarsh Stadium auch Rugby League gespielt. 1998 trugen die Adelaide Rams im Rahmen der National Rugby League vier ihrer Heimspiele im Hindmarsh aus.
Das Hindmarsh Stadium wurde als eines von zehn Stadien für die Fußball-Weltmeisterschaft der Frauen 2023 ausgewählt.